# Gilówka (województwo mazowieckie)
Gilówka – wieś w Polsce położona w województwie mazowieckim, w powiecie grójeckim, w gminie Nowe Miasto nad Pilicą.
W latach 1975–1998 miejscowość administracyjnie należała do województwa radomskiego.